# Tipula (Sinotipula) macquartina
Tipula (Sinotipula) macquartina is een tweevleugelige uit de familie langpootmuggen (Tipulidae). De soort komt voor in het Oriëntaals gebied.